# Alí Alisultánov
Alí Alisultánov –en ruso, Али Алисултанов– es un deportista soviético que compitió en lucha libre. Ganó una medalla de bronce en el Campeonato Europeo de Lucha de 1990, en la categoría de 57 kg.

## Palmarés internacional
| Campeonato Europeo | Campeonato Europeo | Campeonato Europeo | Campeonato Europeo |
| Año                | Lugar              | Medalla            | Categoría          |
| ------------------ | ------------------ | ------------------ | ------------------ |
| 1990               | Poznań (Polonia)   | Medalla de bronce  | 57 kg              |